# 増殖性硝子体網膜症
増殖性硝子体網膜症（ぞうしょくせいしょうしたいもうまくしょう、英: proliferative vitreoretinopathy、略称: PVR）は、裂孔原性網膜剥離の合併症として発生する疾患の1つである。PVRは網膜剥離の手術後の患者の8–10%に生じ、手術による修復の成功の妨げとなる。PVRは剥離した網膜を再接着する手術による治療が可能ではあるが、手術の視力予後は非常に不良である。いくつかの研究ではPVRを予防と治療のための補助薬（メトトレキサートなど）の探索が行われているが、臨床使用が認可されたものはまだない。
PVRはもともと高度硝子体退縮（massive vitreous retraction）と呼ばれており、その後massive periretinal proliferationという語が用いられるようになった。増殖性硝子体網膜症を意味するproliferative vitreoretinopathyという語は、1989年に多施設ランダム化臨床試験であるSilicone Studyの研究グループによって用いられた。増殖性とは網膜色素上皮（RPE）細胞やグリア細胞が増殖すること、硝子体網膜症は硝子体と網膜が影響を受けることを意味している。

## 素因
網膜剥離修復手術後のPVRの素因となるのは、術前のPVR、無水晶体症、高濃度の硝子体タンパク質、術前の網膜剥離期間の長さ、網膜の裂孔の大きさ、眼内炎、硝子体出血、眼外傷である。患者のPVRのリスクの計算式は次のようになる。
PVRスコア = 2.88 × (Grade C PVR)+ 1.85 × (Grade B PVR) + 2.92 × (無水晶体症) + 1.77 × (前部ぶどう膜炎) + 1.23 × (剥離象限数) + 0.83 × (硝子体出血) + 23 × (以前の凍結療法)
リスク因子が存在する場合は1、存在しない場合は0が加えられる。PVRスコアが6.33を超える場合にはPVRの発症リスクが高いと判定される。

## 病理
裂孔原性網膜剥離では、孔内へ硝子体由来の液体が流入する。裂孔が形成される機構は十分には理解されていないが、網膜下腔への液体の蓄積と網膜に対する硝子体の牽引力によって裂孔原性網膜剥離が引き起こされる。この過程によって網膜細胞層が硝子体のサイトカインと接触するようになり、こうしたサイトカインによってRPE細胞の増殖・遊走能が引き出される。関与する過程は創傷治癒過程による線維化と類似している。RPE細胞は上皮間葉転換を行い、硝子体への遊走能を獲得する。この過程でRPE細胞層と神経網膜や細胞外マトリックス（ECM）との接着は失われる。RPE細胞は遊走中に線維性の膜を形成し、こうした膜が収縮することで網膜は引っ張られる。これら全ての機構によって、最終的には原発性網膜剥離後の続発性網膜剥離が引き起こされる。いくつかの研究では、PVRの発症にはアラキドン酸代謝カスケード（主要な炎症カスケードの1つである）が重要であることも示されている。また、ヒトの特発性網膜上膜ではCOX-2の発現も見られ、ホスホリパーゼA2とCOXの遮断によってPVRのコンカナバリンモデルではラットの網膜の構造的異常が低減すること、そして膜形成の頻度がジスパーゼモデルでは43%、コンカナバリンモデルでは31%低下することが示されている。ロルノキシカムは両PVRモデルにおいてCOXの発現を正常化するだけでなく、炎症性因子の注入によって引き起こされた網膜や脈絡膜の厚さの変化を中和することが示されている。
PVRのグレードはSilicone StudyによってGrade A、B、Cへ、そしてRetina Society Terminology CommitteeによってGrade A、B、C、Dへの分類がなされている。
- Grade Aは、硝子体混濁、硝子体中のRPE細胞の存在によって特徴づけられる。
- Grade Bは、網膜の裂孔の縁や網膜の内側表面の皺襞の形成によって特徴づけられる。
- Grade Cは、網膜上膜または下膜の形成によって特徴づけられる。

## 膜の形成
RPE細胞は硝子体へ遊走し、過剰に増殖して剥離網膜の両面にECMを形成する。網膜の硝子体側に形成されたECMは網膜上膜（黄斑上膜、epiretinal membrane、preretinal membrane）と呼ばれ、RPE層と光受容体の間に形成された膜は網膜下膜（黄斑下膜subretinal membrane、retroretinal membrane）と呼ばれる。これらの膜は細胞構成の面で異なり、網膜上膜はRPE細胞、グリア細胞、マクロファージ、線維細胞から構成されるのに対し、網膜下膜はRPE細胞に富む。また網膜下膜には2種類が存在し、その1つはびまん性のシートを形成するもので、収縮性を持たず、ECMを欠いているか非常に少ない。通常、この種の膜の存在は網膜の再接着手術に影響を及ぼすことはなく、膜が存在していても網膜は正しく再接着される。もう1つは非常に厚く、網膜を引っ張る収縮性の膜を形成するものである。こうした膜は不透明であり、網膜へ届く光を遮断するため、この膜を剥離した後に再接着手術を行う必要がある。

## 関係するサイトカイン
TNF-α、TGF-β2、血小板由来成長因子（PDGF）などのサイトカインやインターロイキンがPVRの進行に関与していることが示されている。
PVRの進行時には、TGF-β2濃度は正常値の3倍にまで上昇する。TGF-β2は眼内における最も優勢なTGF-βアイソフォームであり、毛様体や水晶体の上皮細胞から硝子体へ不活性な潜在型ペプチドとして分泌され、また網膜のRPE細胞やミュラーグリア細胞によっても産生される。眼内でTGF-β2はRPE細胞の上皮間葉転換と線維化を誘導することが示されている。PDGFの発現、特にPDGF-AAの発現は眼外傷時に開始され、PVRの病理に寄与する。RPEは肝細胞増殖因子（HGF）の受容体を発現している。HGFはRPE細胞の遊走を刺激し、網膜周囲の膜で強く検出される。PVR発症時の硝子体ではIL-6濃度も上昇している。